# SECRET HEAVEN
「SECRET HEAVEN」（シークレット・ヘヴン）は、1996年4月10日に発売された槇原敬之の13枚目のシングル。発売元はwea JAPAN（ワーナーミュージック・ジャパン）。

## 解説
MAKIHARA名義で発売された槇原敬之初の英語詞シングルで初の12cmシングル。槇原のプライベート・レーベル『River Way』の第1弾。日本プレス盤とGERMANYプレス盤がある（ケース右下にワーナーミュージックのロゴが印字されているのがGERMANYプレス、でないものが日本プレスだと思われる）。本作発売後の第2弾英詞シングル（タイトル不明）発売が5月中に予定されていたが中止。

## 収録曲
作詞：ANDY GOLDMARK　作曲・編曲：槇原敬之
1. SECRET HEAVEN
2. SECRET HEAVEN （Jamaican Heaven Mix）
3. SECRET HEAVEN （Data Baby Mix）
4. SECRET HEAVEN （Quiwer's Secret Mix）